# Vimodrone (stacja metra)
Vimodrone – stacja metra w Mediolanie, na linii M2. Znajduje się w miejscowości Vimodrone i zlokalizowana jest pomiędzy stacjami Cascina Burrona, a Cascina Gobba. Została otwarta w 1972.